# UC 35
L'UC 35 era un sommergibile U-Boot di Tipo UC II della Kaiserliche Marine costruito durante la prima guerra mondiale.
Fu comandato dal 4 ottobre 1916 al 13 giugno 1917 da Ernst Von Voigt e successivamente da Hans Paul Korsch il quale perse la vita insieme ad altri 19 membri dell'equipaggio (5 furono i sopravvissuti) il 16 maggio 1918, giorno in cui l'unità fu affondata dal pattugliatore francese Ailly a sud ovest della Sardegna, presso le coordinate 39,48N 7,42E.

## Unità affondate
Nella sua carriera l'UC 35 affondò 47 navi mercantili, 1 nave da guerra e danneggiò altre 5 navi. Di seguito riportiamo l'elenco delle navi colpite:
- Nostra Signora del Porto Salvo
- Cassini (nave da battaglia)
- Elisabetta Concettina
- Giustina Madre
- River Forth
- City of Paris
- Dio ti guardi
- L'oriente
- Peppino Aiello
- San Pietro
- Leone XIII
- Limassol
- Luisa Madre
- Maddalena Madre
- Rosalia Madre
- Sant'Antonio
- Hilonian
- Pipitsa
- Mc Clure
- Nicolino
- Risorgimento
- Dockleaf (danneggiata)
- Annam
- Anatolia
- Alfonso
- S. Gerlano
- Umberto I
- Lorenzina Aiello
- San Rossore (danneggiata)
- Maria del Carmine
- Elisa
- Giuseppe Ferrante
- Cayo Bonito
- Italia
- Lovli
- Tripoli (danneggiata)
- Anteo
- Kohistan
- Luigina
- Pontida
- Thornhill (danneggiata)
- Albert Watts
- Alberto Verderame
- Immacolata
- Liberia
- Camelia
- Il Francesco
- Carrione
- Il Secondo (danneggiata)
- Deipara
- Pax
- Togo
- Villa De Soller